# Castillo de Locubín
Castillo de Locubín là một đô thị trong tỉnh Jaén, Tây Ban Nha. Theo điều tra dân số 2006 (INE), đô thị này có dân số là 5000 người.
37°31′B 3°56′T / 37,517°B 3,933°T